# Sangala toxicrata
Sangala toxicrata là một loài bướm đêm trong họ Geometridae.